# NGC 7050
NGC 7050 is een open sterrenhoop in het sterrenbeeld Zwaan. Het hemelobject werd op 19 augustus 1828 ontdekt door de Britse astronoom John Herschel.